# Swish Swish
«Swish Swish» es una canción interpretada por la cantante y compositora estadounidense Katy Perry, con la colaboración de la rapera y actriz trinitense Nicki Minaj. La canción fue lanzada el 19 de mayo de 2017 como tercer sencillo de su cuarto álbum de estudio, Witness. «Swish Swish» fue escrita por Katy Perry, Nicki Minaj, Duke Dumont, Sarah Hudson y Starrah y fue producido por Dumont, Noah Passovoy y PJ Sledge.

## Composición
«Swish Swish» está inspirada en el género House y en la canción del cantante estadounidense Fatboy Slim, «Star 69».

## Lanzamiento
El 17 de mayo de 2017, Perry publicó por medio de Instagram que la canción se lanzaría a la medianoche de la hora del Este estadounidense. «Swish Swish» fue puesto a disposición del público como descarga digital inmediata al preordenar Witness. Poco después de la publicación de «Swish Swish», algunos críticos expresaron cómo parecía que esta era una canción respuesta dirigida a Taylor Swift y su tema «Bad Blood». Cuando a Perry se le preguntó si el tema estaba dirigido a alguien en particular en The Tonight Show Starring Jimmy Fallon, ella replicó que se trataba simplemente de una canción con un mensaje en contra del acoso. Por otra parte, la estrofa de Nicki Minaj contiene este pasaje: Silly rap just get me more checks (‘Estas ridículas rencillas de rap tan solo me traen más cheques’), lo cual hace referencia a la aparente disputa existente entre Minaj y la rapera Remy Ma, a quien llama una stan (fanática obsesiva). El 22 de mayo, durante una aparición en el Carpool Karaoke del programa televisivo The Late Late Show with James Corden, luego de interpretar «Swish Swish», Corden preguntó a Perry sobre la discordia de 2013 entre ella y Taylor Swift. «Tenemos un problema ―respondió Perry―. Para ser honesta, como que ella en realidad lo empezó todo, ahora es tiempo de que ella lo termine».

## Promoción
Perry presentó la versión en solitario de «Swish Swish» en el final de temporada de Saturday Night Live, junto con un espectáculo de drag queens el 20 de mayo de 2017, el 25 de mayo se presentó un show privado en Water Rats y el 27 en el festival de música inglés BBC Radio 1’s Big Weekend; por su parte Minaj presentó sus versos en la gala de la AmFar 2017 en Cannes, Francia.
Para una difusión digital de su sencillo, Perry lanzó un video lyric teniendo como protagonista a Gretchen (cantante, actriz y diva brasileña) y siendo el video totalmente grabado y editado en Brasil. El video tuvo buen recibimiento por los habitantes de ese país, coronando con tendencias en las redes sociales de habla portuguesa.

## Video musical
El video oficial fue lanzado en la madrugada del 24 de agosto. Cuenta con la participación de Jenna Ushkowitz (de la serie Glee), Gaten Matarazzo (de la serie Stranger Things), Christine Sydelko (de "The Internet"), Nicki Minaj y otras estrellas invitadas.
La Temática del video, con un tinte cómico, gira en torno a un juego de baloncesto, en donde Katy se enfrenta en un equipo llamado "Los Tigres" ante otro llamado "Las Ovejas" (que da a entender ser "lobos vestidos de ovejas"). El videoclip fue dirigido por Dave Mayers, quien ya había dirigido otros videoclips de Perry como «Teenage Dream» y «Firework». 
El videoclip sumó 15.1 millones de reproducciones en YouTube en las primeras 24 horas. A julio de 2023 cuenta con más de 676 millones de visitas.

## Posicionamiento
| Listas (2017)                               | Posición |
| ------------------------------------------- | -------- |
| Argentina Anglo (Monitor Latino)            | 16       |
| Australia (ARIA)                            | 22       |
| Austria (Ö3 Austria Top 40)                 | 69       |
| Bélgica (Flandes) (Ultratip Bubbling Under) | 3        |
| Bélgica (Valonia) (Ultratop 50)             | 14       |
| Canadá (Canadian Hot 100)                   | 13       |
| Canadá (CHR/Top 40)                         | 36       |
| Croatia (HRT)                               | 37       |
| República Checa (Rádio Top 100)             | 61       |
| República Checa (Singles Digitál Top 100)   | 41       |
| Francia (SNEP)                              | 24       |
| Alemania (Media Control AG)                 | 76       |
| Hungría (Single Top 40)                     | 17       |
| Ireland (IRMA)                              | 28       |
| Israel (Media Forest TV Airplay)            | 1        |
| Italy (FIMI)                                | 73       |
| Lebanon Airplay (Lebanese Top 20)           | 8        |
| México Ingles Airplay (Billboard)           | 1        |
| Países Bajos (Dutch Top 40)                 | 28       |
| Países Bajos (Mega Single Top 100)          | 53       |
| New Zealand Heatseekers (RMNZ)              | 3        |
| Philippines (Philippine Hot 100)            | 5        |
| Polonia (Polish Airplay Top 100)            | 16       |
| Portugal (AFP)                              | 45       |
| Escocia (Scottish Singles Sales Chart)      | 7        |
| Eslovaquia (Singles Digitál Top 100)        | 37       |
| España (Top 100 Canciones)                  | 16       |
| España (TOP MSIC)                           | 1        |
| Suecia (Sverigetopplistan)                  | 53       |
| Suiza (Schweizer Hitparade)                 | 46       |
| Reino Unido (UK Singles Chart)              | 19       |
| Reino Unido (UK Dance Chart)                | 3        |
| Ukraine Airplay (Tophit)                    | 97       |
| Estados Unidos (Billboard Hot 100)          | 46       |
| Estados Unidos (Hot Dance Club Songs)       | 1        |
| Estados Unidos (Hot Dance/Electronic Songs) | 6        |
| Estados Unidos (Mainstream Top 40)          | 33       |
| Venezuela English (Record Report)           | 4        |